# Adam Riess

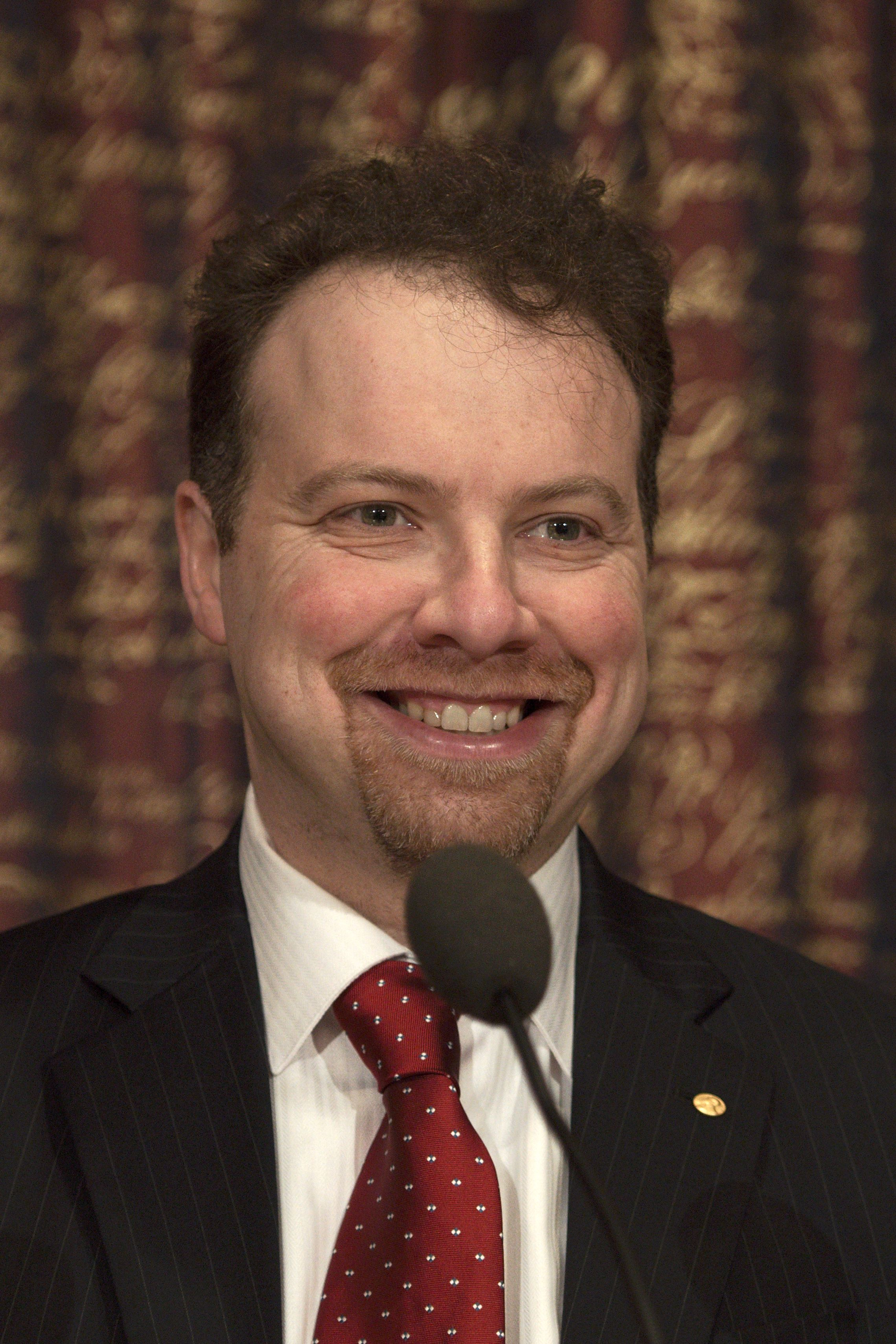
Adam Riess bei der Pressekonferenz nach der Verleihung des Nobelpreises 2011

Adam Guy Riess (* 16. Dezember 1969 in Washington, D.C.) ist ein US-amerikanischer Astrophysiker, dessen Forschung sich mit der Nutzung von Supernovae als kosmologische Entfernungsmaßstäbe befasst. 2011 erhielt er den Nobelpreis für Physik.

## Biografie
Riess wurde in einer jüdischen Familie geboren. Er studierte am Massachusetts Institute of Technology (Bachelor-Abschluss 1992) und erlangte den Doktorgrad Ph.D. 1996 an der Harvard University mit einer Arbeit über Typ-I-Supernovae, betreut von Robert Kirshner. Ab 1992 war er am Lawrence Livermore National Laboratory. Riess war Teil von Brian Schmidts High-Z Supernova Search Team, einer der beiden Gruppen, die Ende der 1990er-Jahre mittels Supernovae nachwiesen, dass sich das Universum beschleunigt ausdehnt. Das andere Team war das Supernova Cosmology Project von Saul Perlmutter. Riess ging dann 1996 (als Miller Fellow) an die University of California, Berkeley und 1999 bis 2005 als Senior Staff Scientist an das Space Telescope Science Institute.
Seit 2006 ist er Professor für Physik und Astronomie an der Johns Hopkins University.
Mit dem Hubble-Weltraumteleskop verfolgte er ein Suchprogramm nach Supernovae bei noch höherer Rotverschiebung, das bis in die früheren verzögerten Ausdehnungsphasen des Universums reicht.
Er ist seit 2008 Mitglied der American Academy of Arts and Sciences und seit 2009 der National Academy of Sciences. 2011 wurde ihm gemeinsam mit Saul Perlmutter und Brian P. Schmidt der Nobelpreis für Physik verliehen. Gewürdigt wurde ihre Entdeckung der beschleunigten Expansion des Universums durch die Beobachtung ferner Supernovae.
Sein Großvater war der 1933 aus Würzburg nach Amerika emigrierte und später in der Schweiz lebende deutsch-jüdische Schriftsteller Curt Riess (1902–1993).

## Auszeichnungen
- 2002: Helen-B.-Warner-Preis
- 2006: Shaw Prize
- 2008: MacArthur Fellowship
- 2011: Albert-Einstein-Medaille
- 2011: Nobelpreis für Physik
- 2016: Benennung eines Asteroiden nach ihm: (236305) Adamriess

## Schriften (Auswahl)
- mit Robert Kirshner, Mario Livio und anderen (Supernova Search Team): Type Ia supernova discoveries at z > 1 from the Hubble Space Telescope: Evidence for past deceleration and constraints on dark energy evolution, Astrophys.J., Band 607, 2004, S. 665–687, Arxiv
- mit Brian P. Schmidt, Alexei Filippenko, Robert Kirshner und anderen (Supernova Search Team): Observational evidence from supernovae for an accelerating universe and a cosmological constant, Astron.J., Band 116, 1998, S. 1009–1038, Arxiv
- mit Jose Luis Bernal, Licia Verde: The trouble with {\displaystyle H_{0}}, JCAP, 10, 2016, 019, Arxiv
- mit Marc Kamionkowski u. a.: Did LIGO detect dark matter ?, Phys. Rev. Lett., Band 116, 2016, 201301, Arxiv
- Riess, A. G., Scolnic, D., Anand, G. S., Breuval, L., Casertano, S., Macri, L. M., ... & Carr, A. (2024): JWST Validates HST Distance Measurements: Selection of Supernova Subsample Explains Differences in JWST Estimates of Local H 0. The Astrophysical Journal, 977(1), 120.